# Kathy Baker
Katherine Whitton Baker (Midland, 1950. június 8. –) Golden Globe- és háromszoros Primetime Emmy-díjas amerikai színésznő.

## Élete és pályafutása
Első filmszerepe a Philip Kaufman rendezésében készült 1983-as Az igazak című drámában volt. A hamis riport (1987) című bűnügyi thillerben kivívta a kritikusok elismerését. Ezt olyan filmek követték, mint a Bicska (1989), az Ollókezű Edward (1990), az Árvák hercege (1999), a Hideghegy (2003), A Jane Austen könyvklub (2007), a Szerelem második látásra (2008), a Banks úr megmentése (2013) és az Adaline varázslatos élete (2015).
1992–1996 között Dr. Jill Brock szerepében a CBS Kisvárosi rejtélyek című drámasorozatának főszereplője volt. A sorozattal négy jelölésből három Primetime Emmy-díjat és három Golden Globe-jelölést szerzett. Vendégszereplőként további Emmy-jelöléseket kapott az Angyali érintés és a Boston Public epizódjaival, valamint mellékszereplőként a Házról házra című tévéfilmmel.

## Filmográfia

### Film
| Év   | Magyar cím                        | Eredeti cím                                | Szerep             | Magyar hang        |
| ---- | --------------------------------- | ------------------------------------------ | ------------------ | ------------------ |
| 1983 | Az igazak                         | The Right Stuff                            | Louise Shepard     |                    |
| 1986 | Gyilkos viszony                   | A Killing Affair                           | Maggie Gresham     |                    |
| 1987 | A hamis riport                    | Street Smart                               | Punchy             | Détár Enikő        |
| 1988 |                                   | Permanent Record                           | Martha Sinclair    |                    |
| 1988 | Tisztán és józanul                | Clean and Sober                            | Charlie Standers   | Timkó Eszter       |
| 1988 | Tisztán és józanul                | Clean and Sober                            | Charlie Standers   | Zakariás Éva       |
| 1989 | Drága papa                        | Dad                                        | Annie              | Ábrahám Edit       |
| 1989 | Bicska                            | Jacknife                                   | Martha Flannigan   | Csere Ágnes        |
| 1989 | Bicska                            | Jacknife                                   | Martha Flannigan   | Takács Katalin     |
| 1989 | Bicska                            | Jacknife                                   | Martha Flannigan   | Antal Olga         |
| 1990 | Ollókezű Edward                   | Edward Scissorhands                        | Joyce              | Bencze Ilona       |
| 1990 | Mr. Gonosz                        | Mister Frost                               | Dr. Sarah Day      | Andresz Kati       |
| 1992 | A 99-es paragrafus                | Article 99                                 | Dr. Diana Walton   | Virághalmy Judit   |
| 1992 | Jennifer 8                        | Jennifer 8                                 | Margie Ross        | Prókai Annamária   |
| 1993 | Veszett kutya és Glória           | Mad Dog and Glory                          | Lee                | Jani Ildikó        |
| 1996 | Feleségemnek, 37. születésnapjára | To Gillian on Her 37th Birthday            | Esther Wheeler     |                    |
| 1997 | Három a nagylány                  | Inventing the Abbotts                      | Helen Holt         |                    |
| 1999 | Árvák hercege                     | The Cider House Rules                      | Angela nővér       | Csere Ágnes        |
| 1999 |                                   | A Little Inside                            | Nancy              |                    |
| 2000 | A nő ötször                       | Things You Can Tell Just by Looking at Her | Rose               |                    |
| 2001 | A rejtélyek háza                  | The Glass House                            | Nancy Ryan         |                    |
| 2001 |                                   | Ten Tiny Love Stories                      | Ten                |                    |
| 2002 | Bérgyilkos tangó                  | Assassination Tango                        | Maggie             | Hirling Judit      |
| 2003 | Hideghegy                         | Cold Mountain                              | Sally Swanger      | Kubik Anna         |
| 2004 | Hirtelen 30                       | 13 Going on 30                             | Bev Rink           | Horváth Zsuzsa     |
| 2005 |                                   | Nine Lives                                 | Camille            |                    |
| 2006 | A király összes embere            | All the King's Men                         | Mrs. Burden        | Kovács Nóra        |
| 2007 | A Jane Austen könyvklub           | The Jane Austen Book Club                  | Bernadette         | Menszátor Magdolna |
| 2008 | Szerelem második látásra          | Last Chance Harvey                         | Jean               | Molnár Zsuzsa      |
| 2008 |                                   | Shades of Ray                              | Janet Rehman       |                    |
| 2010 | Miss Senki                        | Miss Nobody                                | Claire McKinney    | Csere Ágnes        |
| 2011 |                                   | Take Shelter                               | Sarah              |                    |
| 2011 |                                   | Good Day for It                            | Rose Carter        |                    |
| 2011 |                                   | Seven Days in Utopia                       | Mabel              |                    |
| 2011 | Géppisztolyos prédikátor          | Machine Gun Preacher                       | Daisy              | Horváth Zsuzsa     |
| 2012 | Mindenki szereti a bálnákat       | Big Miracle                                | Ruth McGraw        |                    |
| 2013 | Banks úr megmentése               | Saving Mr. Banks                           | Tommie             | Román Judit        |
| 2013 | A Cate McCall-per                 | The Trials of Cate McCall                  | terapeuta          |                    |
| 2014 |                                   | Return to Zero                             | Kathleen Callaghan |                    |
| 2014 |                                   | Boulevard                                  | Joy Mack           |                    |
| 2015 | Adaline varázslatos élete         | The Age of Adaline                         | Kathy Jones        | Kubik Anna         |
| 2015 |                                   | The Party Is Over                          | Appoline           |                    |
| 2017 |                                   | The Ballad of Lefty Brown                  | Laura Johnson      |                    |
| 2018 |                                   | Model Home                                 | Brenda             |                    |
| 2019 | Ebgondolat                        | The Art of Racing in the Rain              | Trish              | Bánsági Ildikó     |
| 2020 | Szeretet, szeretet, szeretet      | Love Is Love Is Love                       | Diana              |                    |

### Televízió

#### Tévéfilm
| Év   | Magyar cím                           | Eredeti cím                                    | Szerep            | Magyar hang        |
| ---- | ------------------------------------ | ---------------------------------------------- | ----------------- | ------------------ |
| 1986 |                                      | Nobody's Child                                 | Lucy Stavros      |                    |
| 1990 | Mindennek ára van                    | The Image                                      | Marcie Guilford   |                    |
| 1991 | Különleges győzelem                  | One Special Victory                            | Ellen             |                    |
| 1993 |                                      | Lush Life                                      | Janice Oliver     |                    |
| 1997 |                                      | Not in This Town                               | Tammy Schnitzer   |                    |
| 1997 | A tömegpusztítás fegyverei           | Weapons of Mass Distraction                    | Margo Powers      | Simorjay Emese     |
| 1998 |                                      | Oklahoma City: A Survivor's Story              | Priscilla Salyers |                    |
| 1999 | Csodák ideje                         | A Season for Miracles                          | Ruth Doyle        | Kovács Nóra        |
| 1999 |                                      | Shake, Rattle and Roll: An American Love Story | Janice Danner     |                    |
| 2000 | Tavaszi bezsongás                    | Ratz                                           | Doris Trowbridge  |                    |
| 2002 | Házról házra                         | Door to Door                                   | Gladys Sullivan   | Menszátor Magdolna |
| 2005 | Gyilkos cápák – Veszedelmes vizeken  | Spring Break Shark Attack                      | Mary Jones        | Menszátor Magdolna |
| 2007 | Jesse Stone: Rejtélyes bankrablás    | Jesse Stone: Sea Change                        | Rose Gammon       | Málnai Zsuzsa      |
| 2009 | Jesse Stone – Vékony jégen           | Jesse Stone: Thin Ice                          | Rose Gammon       | Hűvösvölgyi Ildikó |
| 2009 |                                      | Unstable                                       | Betty Walker      |                    |
| 2010 | Jesse Stone – A maffiafőnök nyomában | Jesse Stone: No Remorse                        | Rose Gammon       | Hűvösvölgyi Ildikó |
| 2011 | Jesse Stone – Elveszett ártatlanok   | Jesse Stone: Innocents Lost                    | Rose Gammon       | Antal Olga         |
| 2011 | Válság a Wall Streeten               | Too Big to Fail                                | Wendy Paulson     | Molnár Zsuzsa      |
| 2012 | Jesse Stone – Az ártatlanság vélelme | Jesse Stone: Benefit of the Doubt              | Rose Gammon       | Antal Olga         |
| 2016 |                                      | Sister Cities                                  | Janis             |                    |
| 2018 | Paterno – Eltemetett bűnök           | Paterno                                        | Sue Paterno       | Kovács Nóra        |

#### Sorozat
| Év        | Magyar cím                               | Eredeti cím                       | Szerep                    | Megjegyzések                             |
| --------- | ---------------------------------------- | --------------------------------- | ------------------------- | ---------------------------------------- |
| 1987      |                                          | Amazing Stories                   | Charlene 'Charlie' Benton | 1 epizód                                 |
| 1987      |                                          | Mariah                            | Ariel Serra               | 1 epizód                                 |
| 1992–1996 | Kisvárosi rejtélyek                      | Picket Fences                     | Dr. Jill Brock            | 88 epizód                                |
| 1997      | A pisztoly                               | Gun                               | Dora Hochfelder           | 1 epizód                                 |
| 1997      | Ally McBeal                              | Ally McBeal                       | Katherine Dawson          | 1 epizód                                 |
| 1998      | Ügyvédek                                 | The Practice                      | Evelyn Mayfield           | 2 epizód                                 |
| 1999      | Hé, Arnold!                              | Hey Arnold!                       | Dr. Bliss (hangja)        | 1 epizód                                 |
| 2000      | Angyali érintés                          | Touched by an Angel               | Ellen Sawyer              | 1 epizód                                 |
| 2000      | Chicago Hope Kórház                      | Chicago Hope                      | Mary Wyzinski             | 1 epizód                                 |
| 2001–2002 |                                          | Boston Public                     | Meredith Peters           | 14 epizód                                |
| 2004      | Monk – A flúgos nyomozó                  | Monk                              | Sylvia Fairbourn          | 1 epizód                                 |
| 2005      | Kés/Alatt                                | Nip/Tuck                          | Gail Pollack              | 2 epizód                                 |
| 2005–2010 | A médium                                 | Medium                            | Marjorie Dubois           | 5 epizód                                 |
| 2007      | Esküdt ellenségek: Különleges ügyosztály | Law & Order: Special Victims Unit | Hannah Curtis             | 1 epizód                                 |
| 2007      | Szívek szállodája                        | Gilmore Girls                     | Mia                       | 1 epizód                                 |
| 2008      | A Grace klinika                          | Grey's Anatomy                    | Anna Loomis               | 2 epizód                                 |
| 2009      | Esküdt ellenségek: Bűnös szándék         | Law & Order: Criminal Intent      | Camille Hayes-Fitzgerald  | 1 epizód                                 |
| 2010      | Esküdt ellenségek                        | Law & Order                       | Camille Peterson          | 1 epizód                                 |
| 2011      | Fejjel a falnak                          | Against the Wall                  | Sheila Kowalski           | 12 epizód                                |
| 2011      | Gyilkos elmék                            | Criminal Minds                    | Linda Collins             | 1 epizód                                 |
| 2012      | Doktor Addison                           | Private Practice                  | Dianne                    | 1 epizód                                 |
| 2014      | A gyilkosnak ölni kell                   | Those Who Kill                    | Marie Burgess             | 5 epizód                                 |
| 2015      | Rémálomgyár                              | Big Time in Hollywood, FL         | Diana                     | - 8 epizód - magyar hangja: - Vándor Éva |
| 2016      | Kolónia                                  | Colony                            | Phyllis                   | visszatérő szereplő (3 epizód)           |
| 2016–2020 | A farm                                   | The Ranch                         | Joanne                    | visszatérő szereplő (46 epizód)          |
| 2017      |                                          | I'm Sorry                         | Sharon                    | 6 epizód                                 |
| 2018      |                                          | Love                              | Vicki                     | 2 epizód                                 |
| 2019      | Chicago Med                              | Chicago Med                       | Nancy Geddes              | 1 epizód                                 |
| 2024      |                                          | Teacup                            | Ellen Chenoweth           | 7 epizód                                 |

## Fordítás
- Ez a szócikk részben vagy egészben  a   Kathy Baker című angol Wikipédia-szócikk ezen változatának fordításán alapul.  Az eredeti cikk szerkesztőit annak laptörténete sorolja fel. Ez a jelzés csupán a megfogalmazás eredetét és a szerzői jogokat jelzi, nem szolgál a cikkben szereplő információk forrásmegjelöléseként.